# شبه‌جزیره تامان

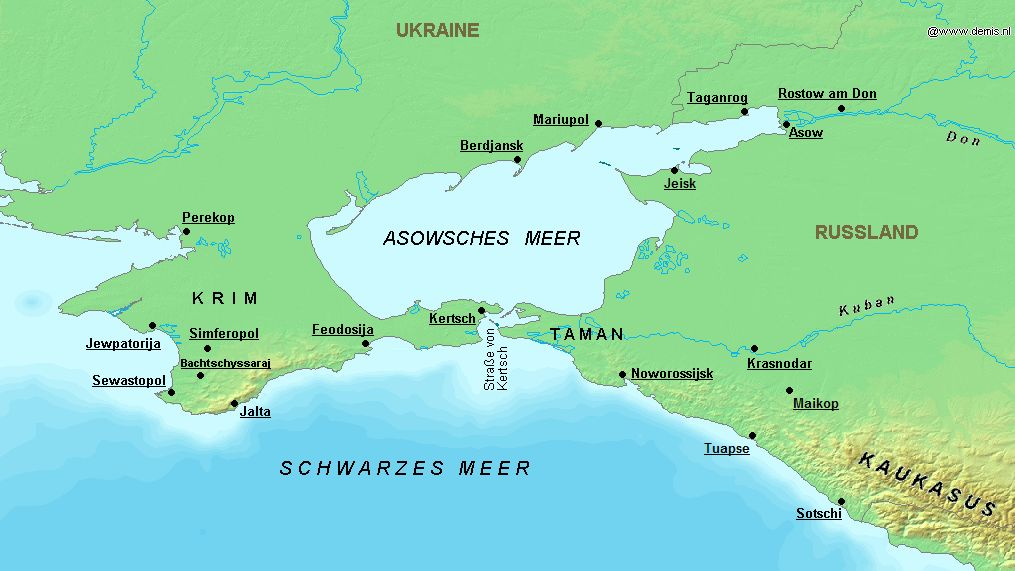
موقعیت شبه‌جزیره تامان

شبه‌جزیره تامان (روسی: Тама́нский полуо́стров) یک شبه‌جزیره در سرزمین کراسنودار روسیه است که از شمال با دریای آزوف، از غرب با تنگه کرچ و از جنوب با دریای سیاه محدود می‌شود. این شبه‌جزیره طی دو هزار سال گذشته از چند رشته جزیره به شکل کنونی شبه‌جزیره‌ای تکامل یافته‌است.
ارتش آلمان نازی در سال ۱۹۴۲ این شبه‌جزیره را تصرف کرد ولی ارتش سرخ شوروی در ۱۹۴۳ آن را بازپس گرفت. داستان فیلم صلیب آهنین دربارهٔ درگیری در فرماندهی یک هنگ ارتش نازی در زمان عقب‌نشینی از پل کوبان است.